# 林耀增
林耀增（？—？），廣東廣州府南海縣（今廣東省廣州市）人，清朝政治人物、進士出身。
光緒二十四年，登進士，同年五月，以主事分部学习。宣統二年，授吏部主事。